# Fairbnb.coop
Fairbnb.coop is een verhuur- en boekingssite gericht op het versterken van lokale gemeenschappen en economieën.

## Geschiedenis
In 2016 ontstond de beweging in Italië en Nederland. Carlo Pesso constateerde in Bologna dat Airbnb massatoerisme aantrok waardoor stadscentra onbetaalbaar werden voor lokale bevolking. In Venetië kwam Emanuele Dal Carlo tot diezelfde conclusie. Ook Amsterdam kende overlast door illegaal verhuur van appartementen waar Sito Veracruz en Indre Leonaviciute zich hebben ingezet voor een eerlijker alternatief.  In maart 2017 besprak Zondag met Lubach de ontwritchtende impact van de deelecomomie en de nood aan eerlijker platformen.
Eind 2018 werd de Fairbnb Network Società Cooperativa opgericht waarbij stedenbouwkundigen, onderzoekers en projectontwikkelaars uit heel Europa zich aansloten. Samen bedachten ze een duurzaam alternatief voor vakantieverhuur dat de helft van de winst investeert in lokale duurzame projecten. In november 2019 werd het platform gelanceerd in Amsterdam, Barcelona, Bologna, Valencia en Venetië in nauwe samenwerking met lokale autoriteiten. In Amsterdam werd de opbrengst bijvoorbeeld ingezet voor groene ruimtes en stadslandbouw in de minst ontwikkelde wijken. Deze vijf toeristische hotspots golden als test om de maanden nadien uit te breiden met andere Europese steden.
Fairbnb.coop werd mogelijk gemaakt door Cooperation Finanza Impresa (CFI) en andere Europese investeerders waaronder Leonardo’s Poles. Het werd erkend door de Europese Commissie om met gemeenschapsversterkend toerisme sociale innovatie te brengen in de sector. In 2020 werd een crowdfundingscampagne opgezet die 1 miljoen euro opbracht waarbij onder meer Fondo Sviluppo, het Italiaanse Coopfond en SEFEA Impact bijdroegen. De algemene vergadering van 2021 werd bijgewoond door leden uit Portugal, Spanje, Frankrijk, België, Polen, Oostenrijk, Slovenië, Kroatië en Italië.